# فريدريك هندرسون
فريدريك هندرسون (بالإنجليزية: Frederick Henderson)‏ هو شخصية أعمال أمريكي، ولد في 29 نوفمبر 1958 في ديترويت في الولايات المتحدة.

## وصلات خارجية
- فريدريك هندرسون على موقع مونزينجر (الألمانية)
- فريدريك هندرسون على موقع إن إن دي بي (الإنجليزية)